# Xylotrechus longitarsis
Xylotrechus longitarsis är en skalbaggsart som beskrevs av Thomas Casey 1912. Xylotrechus longitarsis ingår i släktet Xylotrechus och familjen långhorningar. Inga underarter finns listade i Catalogue of Life.